# Андрес Іньєста
А́ндрес Іньє́ста Луха́н (ісп. Andrés Iniesta Luján; нар. 11 травня 1984 року, Фуентеальбілья, провінція Альбасете, Іспанія) — іспанський футболіст, центральний атакувальний півзахисник. Один з найтитулованіших гравців в історії світового футболу. Вважається одним з найсильніших півзахисників сучасності.

## Клубна кар'єра

### «Альбасете»
Майбутній відомий футболіст народився у іспанському містечку під назвою Фуентеальбілья. Із самих ранніх років він почав грати у футбол в дитячій академії клубу «Альбасете».

### «Барселона»
Вже в дванадцять років своєї яскравою грою Іньєста привернув увагу скаутів двох найбільших клубів Іспанії - мадридського «Реала» і «Барселони». Таким чином, вже в ранньому віці півзахисникові довелося робити вибір між двома найсильнішими футбольними академіями. Варто відзначити, що перевага Андреса спочатку схилялася у бік мадридського «Реала», однак у справу втрутилися батьки, наполягли на перехід в стан «Барселони» лише через те, що місце розташування каталонської футбольної академії здавалося їм більш зручним і надійним.
У 1996-му році гравець почав виступати за молодіжну команду «Барселони», проте вже зовсім скоро став грати в Сегунді (другому дивізіоні іспанського футболу) за команду «Барселона Б». 

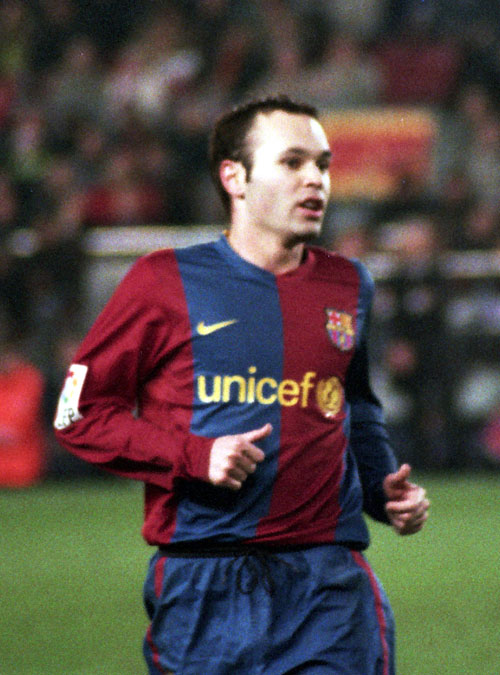
У грі за «Барселону» 2006 року

Іньєста дебютував у складі Барселони 29 жовтня 2002 в матчі Ліги Чемпіонів проти «Брюгге». У тому матчі футболіст провів на полі всього 10-15 хвилин, проте вже кілька місяців по тому став повільно затверджуватися як гравець основного складу.
В сезоні 2003/04 Андрес провів 11 матчів і забив 1 гол виходячи в основному на заміну Рональдінью.
В сезоні 2004/05 Іньєста зумів закріпитись в основі своєї команди та зіграв 37 із 38 матчів, більше ніж будь-який футболіст «Барселони» у тому сезоні. Як атакувальний півзахисник Андрес відзначився тим, що у тому сезоні віддав багато гольових передач на Самюеля Ето'о і Рональдінью, а сам зумів забити лише два голи. Варто відзначити, що навіть з приходом в команду зоряного півзахисника Деку, місце Іньєсти у складі залишилося незмінним.
Одним з найпам'ятніших сезонів у його кар'єрі був сезон 2008/09. У півфінальному матчі проти «Челсі», завдяки його голу на 90+3 хвилині,«Барселона» вийшла у фінал Ліги Чемпіонів. Іньєста став героєм всього півфіналу. Також він продовжив контракт з «Барселоною» до 2015 року.
7 січня в Цюриху Іньєста увійшов до символічної збірної світу за підсумками 2012 року, а також посів третє місце в суперечці за «Золотий м'яч», поступившись своєму одноклубнику - аргентинцеві Ліонелю Мессі і форварду мадридського «Реала» Кріштіану Роналду. Андрес набрав 10,9% голосів. За підсумками сезону 2012/2013 в чемпіонаті Іспанії Барселона знову стала першою, набравши 100 очок і повторивши торішній рекорд «Реала». 23 грудня 2013 Іньєста продовжив свій контракт з «Барселоною» до 2018 року.
9 квітня 2014 Іньєста зіграв свою 500-ту гру за «синьо-гранатових», ювілейним для футболіста став гостьовий матч проти Атлетіко (Мадрид) в рамках чвертьфіналу Ліги чемпіонів 2013/14.
Перед початком сезону 2015/2016 був призначений капітаном «Барселони» після переходу Хаві. 27 квітня оголосив, що по завершенні сезону 2017/18 залишає «Барселону», попри наявність у нього пожиттєвого контракту з клубом. Останньою, 674-ю у всіх турнірах, грою у формі каталонців для Іньєсти став матч проти «Реал Сосьєдада» 20 травня 2018 року.

### «Вісель Кобе»
Футболіст у травні 2018 року підписав угоду з японським клубом «Віссел Кобе». Деталі контракту не розголошуються. Однак, раніше ESPN повідомляв, що іспанець підпише трирічну угоду на 75 мільйонів євро.
У жовтні 2024 року Іньєста оголосив про завершення кар'єри гравця.

## Національна збірна

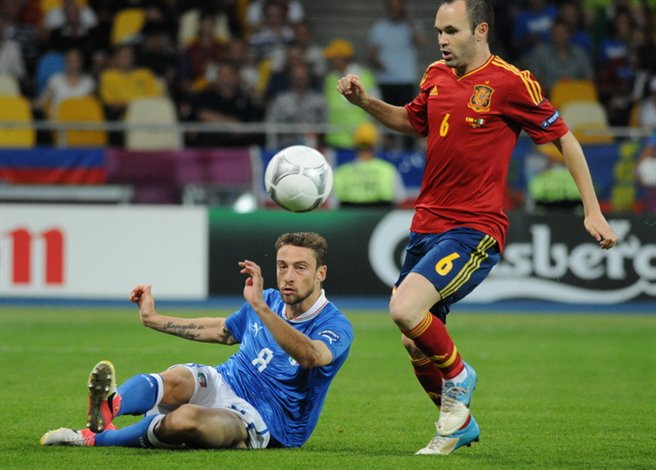
У фіналі Євро-2012

Андрес допоміг своїй збірній виграти Чемпіонат Європи до 16 років, так він почав свої міжнародні виступи.Декілька раз виводив молодіжну збірну Іспанії на матч в ролі капітана. Дебютував за збірну Іспанії Іньєста в товариському матчі проти Збірної Росії. На Чемпіонаті світу з футболу у Німеччині зіграв лише один матч у груповому турі проти Збірної Саудівської Аравії. Свій перший гол за збірну Андрес забив 7 лютого 2007 у матчі проти Збірної Англії. Разом з своєю збірною переміг у Чемпіонаті Європи, що проводився у Австрії та Швейцарії, де став одним з найкращих гравців збірної.
Був включений до складу збірної Іспанії для участі у світовій першості 2010 року, за результатами якого іспанці уперше в історії стали чемпіонами світу. Під час фінального турніру у Південно-Африканськії Республіці взяв участь у шести з семи матчів іспанців на турнірі, відзначився двома забитими голами. Гол Іньєсти, забитий у додатковий час фінального матчу проти збірної Нідерландів, став єдиним у грі і приніс збірній Іспанії титул чемпіонів світу.
2012 року на тогорічному чемпіонаті Європи допоміг своїй команді вдруге поспіль стати найсильнішою збірною Старого Світу, відігравши в усіх шести матчах турнірної дистанції.
Провів на полі усі три гри збірної Іспанії на чемпіонаті світу 2014 року, на якому діючі на той час чемпіони світу не змогли навіть подолати груповий етап, а також усі чотири гри на чемпіонаті Європи 2016 року, де іспанці не змогли захистити й континентальний титул, вибувши з боротьби на стадії 1/8 фіналу.
У травні 2018 року 34-річний гравець був включений до заявки національної команди для участі у своїй четвертій світовій першості — тогорічному чемпіонаті світу в Росії. Після вибування з турніру, Іньєста оголосив про завершення виступів за збірну.

## Особисте життя
Протягом кількох останніх років Андрес Іньєста перебував в романтичних стосунках з Ганною Ортіс. У квітні 2011 року у закоханої пари народилася донька, яку було вирішено назвати Валерією. З цього моменту в пресі стали з'являтися чутки про підготовку весілля.Влітку 2012-го року урочиста церемонія все-таки відбулася. На весіллі в числі запрошених були присутні багато відомих гравців та діячі іспанського футболу. Так, зокрема, серед гостей були Давид Вілья, Ліонель Мессі, Хаві, Вісенте дель Боске, Ікер Касільяс і багато інших.
У 2020 році компанія Rakuten випустила документальний фільм про особисте та ігрове життя футболіста.
| Дата       | Місто                  | Господарі            | Результат               | Гості                | Турнір                | Голи | Примітки                         |
| ---------- | ---------------------- | -------------------- | ----------------------- | -------------------- | --------------------- | ---- | -------------------------------- |
| 27-5-2006  | Альбасете              | Іспанія              | 0 – 0                   | Росія                | товариський матч      | -    |                                  |
| 3-6-2006   | Ельче                  | Іспанія              | 2 – 0                   | Єгипет               | товариський матч      | -    |                                  |
| 7-6-2006   | Женева                 | Іспанія              | 2 – 1                   | Хорватія             | товариський матч      | -    |                                  |
| 23-6-2006  | Кайзерслаутерн         | Саудівська Аравія    | 0 – 1                   | Іспанія              | ЧС 2006 - 1-й етап    | -    |                                  |
| 15-8-2006  | Рейк'явік              | Ісландія             | 0 – 0                   | Іспанія              | товариський матч      | -    |                                  |
| 2-9-2006   | Бадахос                | Іспанія              | 4 – 0                   | Ліхтенштейн          | Відбір до ЧЄ 2008     | -    |                                  |
| 7-10-2006  | Стокгольм              | Швеція               | 2 – 0                   | Іспанія              | Відбір до ЧЄ 2008     | -    |                                  |
| 11-10-2006 | Мурсія                 | Іспанія              | 2 – 1                   | Аргентина            | товариський матч      | -    |                                  |
| 7-2-2007   | Манчестер              | Англія               | 0 – 1                   | Іспанія              | товариський матч      | 1    |                                  |
| 24-3-2007  | Мадрид                 | Іспанія              | 2 – 1                   | Данія                | Відбір до ЧЄ 2008     | -    |                                  |
| 28-3-2007  | Пальма (місто)         | Іспанія              | 1 – 0                   | Ісландія             | Відбір до ЧЄ 2008     | 1    |                                  |
| 2-6-2007   | Рига                   | Латвія               | 0 – 2                   | Іспанія              | Відбір до ЧЄ 2008     | -    |                                  |
| 6-6-2007   | Вадуц                  | Ліхтенштейн          | 0 – 2                   | Іспанія              | Відбір до ЧЄ 2008     | -    |                                  |
| 22-8-2007  | Салоніки               | Греція               | 2 – 3                   | Іспанія              | товариський матч      | -    |                                  |
| 8-9-2007   | Рейк'явік              | Ісландія             | 1 – 1                   | Іспанія              | Відбір до ЧЄ 2008     | 1    |                                  |
| 12-9-2007  | Ов'єдо                 | Іспанія              | 2 – 0                   | Латвія               | Відбір до ЧЄ 2008     | -    |                                  |
| 13-10-2007 | Орхус                  | Данія                | 1 – 3                   | Іспанія              | Відбір до ЧЄ 2008     | -    |                                  |
| 17-10-2007 | Гельсінкі              | Фінляндія            | 0 – 0                   | Іспанія              | товариський матч      | -    |                                  |
| 17-11-2007 | Мадрид                 | Іспанія              | 3 – 0                   | Швеція               | Відбір до ЧЄ 2008     | 1    |                                  |
| 21-11-2007 | Лас-Пальмас            | Іспанія              | 1 – 0                   | Північна Ірландія    | Відбір до ЧЄ 2008     | -    |                                  |
| 6-2-2008   | Малага                 | Іспанія              | 1 – 0                   | Франція              | товариський матч      | -    |                                  |
| 26-3-2008  | Ельче                  | Іспанія              | 1 – 0                   | Італія               | товариський матч      | -    |                                  |
| 31-5-2008  | Уельва                 | Іспанія              | 2 – 1                   | Перу                 | товариський матч      | -    |                                  |
| 10-6-2008  | Інсбрук                | Іспанія              | 4 – 1                   | Росія                | ЧЄ 2008 - 1-й етап    | -    |                                  |
| 14-6-2008  | Інсбрук                | Швеція               | 1 – 2                   | Іспанія              | ЧЄ 2008 - 1-й етап    | -    |                                  |
| 18-6-2008  | Зальцбург              | Греція               | 1 – 2                   | Іспанія              | ЧЄ 2008 - 1-й етап    | -    |                                  |
| 22-6-2008  | Відень                 | Іспанія              | 0 – 0 д.ч. (4 - 2 п.п.) | Італія               | ЧЄ 2008 - чвертьфінал | -    |                                  |
| 26-6-2008  | Відень                 | Росія                | 0 – 3                   | Іспанія              | ЧЄ 2008 - півфінал    | -    |                                  |
| 29-6-2008  | Відень                 | Німеччина            | 0 – 1                   | Іспанія              | ЧЄ 2008 - Фінал       | -    | 2-й титул чемпіонів Європи       |
| 20-8-2008  | Копенгаген             | Данія                | 0 – 3                   | Іспанія              | товариський матч      | -    |                                  |
| 6-9-2008   | Мурсія                 | Іспанія              | 1 – 0                   | Боснія і Герцеговина | Відбір до ЧС 2010     | -    |                                  |
| 10-9-2008  | Альбасете              | Іспанія              | 4 – 0                   | Вірменія             | Відбір до ЧС 2010     | -    |                                  |
| 11-10-2008 | Таллінн                | Естонія              | 0 – 3                   | Іспанія              | Відбір до ЧС 2010     | -    |                                  |
| 15-10-2008 | Брюссель               | Бельгія              | 1 – 2                   | Іспанія              | Відбір до ЧС 2010     | 1    |                                  |
| 11-2-2009  | Севілья                | Іспанія              | 2 – 0                   | Англія               | товариський матч      | -    |                                  |
| 10-10-2009 | Єреван                 | Вірменія             | 1 – 2                   | Іспанія              | Відбір до ЧС 2010     | -    |                                  |
| 14-10-2009 | Зениця                 | Боснія і Герцеговина | 2 – 5                   | Іспанія              | Відбір до ЧС 2010     | -    |                                  |
| 14-11-2009 | Мадрид                 | Іспанія              | 2 – 1                   | Аргентина            | товариський матч      | -    |                                  |
| 18-11-2009 | Відень                 | Австрія              | 1 – 5                   | Іспанія              | товариський матч      | -    |                                  |
| 3-3-2010   | Сен-Дені               | Франція              | 0 – 2                   | Іспанія              | товариський матч      | -    |                                  |
| 29-5-2010  | Інсбрук                | Іспанія              | 3 – 2                   | Саудівська Аравія    | товариський матч      | -    |                                  |
| 3-6-2010   | Інсбрук                | Іспанія              | 1 – 0                   | Південна Корея       | товариський матч      | -    |                                  |
| 8-6-2010   | Мурсія                 | Іспанія              | 6 – 0                   | Польща               | товариський матч      | -    |                                  |
| 16-6-2010  | Дурбан                 | Іспанія              | 0 – 1                   | Швейцарія            | ЧС 2010 - 1-й етап    | -    |                                  |
| 25-6-2010  | Преторія               | Чилі                 | 1 – 2                   | Іспанія              | ЧС 2010 - 1-й етап    | 1    |                                  |
| 29-6-2010  | Кейптаун               | Іспанія              | 1 – 0                   | Португалія           | ЧС 2010 - 1/8 фіналу  | -    |                                  |
| 3-7-2010   | Йоганнесбург           | Парагвай             | 0 – 1                   | Іспанія              | ЧС 2010 - чвертьфінал | -    |                                  |
| 7-7-2010   | Дурбан                 | Німеччина            | 0 – 1                   | Іспанія              | ЧС 2010 - півфінал    | -    |                                  |
| 11-7-2010  | Йоганнесбург           | Нідерланди           | 0 – 1 д.ч.              | Іспанія              | ЧС 2010 - Фінал       | 1    | 1-й титул чемпіонів світу        |
| 3-9-2010   | Вадуц                  | Ліхтенштейн          | 0 – 4                   | Іспанія              | Відбір до ЧЄ 2012     | -    |                                  |
| 7-9-2010   | Буенос-Айрес           | Аргентина            | 4 – 1                   | Іспанія              | товариський матч      | -    |                                  |
| 8-10-2010  | Саламанка              | Іспанія              | 3 – 1                   | Литва                | Відбір до ЧЄ 2012     | -    |                                  |
| 12-10-2010 | Глазго                 | Шотландія            | 2 – 3                   | Іспанія              | Відбір до ЧЄ 2012     | 1    |                                  |
| 17-11-2010 | Лісабон                | Португалія           | 4 – 0                   | Іспанія              | товариський матч      | -    |                                  |
| 9-2-2011   | Мадрид                 | Іспанія              | 1 – 0                   | Колумбія             | товариський матч      | -    |                                  |
| 25-3-2011  | Гранада                | Іспанія              | 2 – 1                   | Чехія                | Відбір до ЧЄ 2012     | -    |                                  |
| 4-6-2011   | Фоксборо (Массачусетс) | США                  | 0 – 4                   | Іспанія              | товариський матч      | -    |                                  |
| 7-6-2011   | Пуерто-ла-Крус         | Венесуела            | 0 – 3                   | Іспанія              | товариський матч      | -    |                                  |
| 10-8-2011  | Барі                   | Італія               | 2 – 1                   | Іспанія              | товариський матч      | -    |                                  |
| 2-9-2011   | Санкт-Галлен           | Іспанія              | 3 – 2                   | Чилі                 | товариський матч      | 1    |                                  |
| 6-9-2011   | Логроньйо              | Іспанія              | 6 – 0                   | Ліхтенштейн          | Відбір до ЧЄ 2012     | -    |                                  |
| 12-11-2011 | Лондон                 | Англія               | 1 – 0                   | Іспанія              | товариський матч      | -    | 74'                              |
| 15-11-2011 | Сан-Хосе               | Коста-Рика           | 2 – 2                   | Іспанія              | товариський матч      | -    |                                  |
| 29-2-2012  | Малага                 | Іспанія              | 5 – 0                   | Венесуела            | товариський матч      | 1    | 46'                              |
| 3-6-2012   | Севілья                | Іспанія              | 1 – 0                   | КНР                  | товариський матч      | -    |                                  |
| 10-6-2012  | Гданськ                | Іспанія              | 1 – 1                   | Італія               | ЧЄ 2012 - 1-й етап    | -    |                                  |
| 14-6-2012  | Гданськ                | Іспанія              | 4 – 0                   | Ірландія             | ЧЄ 2012 - 1-й етап    | -    | 80'                              |
| 18-6-2012  | Гданськ                | Хорватія             | 0 – 1                   | Іспанія              | ЧЄ 2012 - 1-й етап    | -    |                                  |
| 23-6-2012  | Донецьк                | Іспанія              | 2 – 0                   | Франція              | ЧЄ 2012 - чвертьфінал | -    |                                  |
| 27-6-2012  | Донецьк                | Іспанія              | 0 – 0 (4 - 2 п.п.)      | Португалія           | ЧЄ 2012 - півфінал    | -    |                                  |
| 1-7-2012   | Київ                   | Італія               | 0 – 4                   | Іспанія              | ЧЄ 2012 - Фінал       | -    | 87' - 3-й титул чемпіонів Європи |
| 15-8-2012  | Баямон (Пуерто-Рико)   | Пуерто-Рико          | 1 – 2                   | Іспанія              | товариський матч      | -    | 45'                              |
| 7-9-2012   | Понтеведра             | Іспанія              | 5 – 0                   | Саудівська Аравія    | товариський матч      | -    | 61'                              |
| 11-9-2012  | Тбілісі                | Грузія               | 0 – 1                   | Іспанія              | Відбір до ЧС 2014     | -    |                                  |
| 12-10-2012 | Мінськ                 | Білорусь             | 0 – 4                   | Іспанія              | Відбір до ЧС 2014     | -    | 56'                              |
| 16-10-2012 | Мадрид                 | Іспанія              | 1 – 1                   | Франція              | Відбір до ЧС 2014     | -    | 75'                              |
| 14-11-2012 | Панама                 | Панама               | 1 – 5                   | Іспанія              | товариський матч      | -    | 45'                              |
| 6-2-2013   | Доха                   | Іспанія              | 3 – 1                   | Уругвай              | товариський матч      | -    | 60'                              |
| 22-3-2013  | Хіхон                  | Іспанія              | 1 – 1                   | Фінляндія            | Відбір до ЧС 2014     | -    |                                  |
| 26-3-2013  | Сен-Дені               | Франція              | 0 – 1                   | Іспанія              | Відбір до ЧС 2014     | -    | 90'+3'                           |
| 8-6-2013   | Маямі-Ґарденс          | Іспанія              | 2 – 1                   | Гаїті                | товариський матч      | -    | 59'                              |
| 12-6-2013  | Нью-Йорк               | Іспанія              | 2 – 0                   | Ірландія             | товариський матч      | -    | 59'                              |
| 17-6-2013  | Ресіфі                 | Іспанія              | 2 – 1                   | Уругвай              | Кубок Конфедерацій    | -    |                                  |
| 20-6-2013  | Ріо-де-Жанейро         | Іспанія              | 10 – 0                  | Таїті                | Кубок Конфедерацій    | -    | 76'                              |
| 23-6-2013  | Форталеза              | Нігерія              | 0 – 3                   | Іспанія              | Кубок Конфедерацій    | -    |                                  |
| 27-6-2013  | Форталеза              | Іспанія              | 0 – 0 д.ч. (7 – 6 п.п.) | Італія               | Кубок Конфедерацій    | -    |                                  |
| 30-6-2013  | Ріо-де-Жанейро         | Бразилія             | 3 – 0                   | Іспанія              | Кубок Конфедерацій    | -    |                                  |
| 14-8-2013  | Гуаякіль               | Еквадор              | 0 – 2                   | Іспанія              | товариський матч      | -    | 46'                              |
| 6-9-2013   | Гельсінкі              | Фінляндія            | 0 – 2                   | Іспанія              | Відбір до ЧС 2014     | -    |                                  |
| 10-9-2013  | Женева                 | Іспанія              | 2 – 2                   | Чилі                 | товариський матч      | -    | 46'                              |
| 11-10-2013 | Пальма (місто)         | Іспанія              | 2 – 1                   | Білорусь             | Відбір до ЧС 2014     | -    | 46'                              |
| 15-10-2013 | Альбасете              | Іспанія              | 2 – 0                   | Грузія               | Відбір до ЧС 2014     | -    | 82'                              |
| 16-11-2013 | Малабо                 | Екваторіальна Гвінея | 1 – 2                   | Іспанія              | товариський матч      | -    | 57'                              |
| 19-11-2013 | Йоганнесбург           | ПАР                  | 1 – 0                   | Іспанія              | товариський матч      | -    | 75'                              |
| 5-3-2014   | Мадрид                 | Іспанія              | 1 – 0                   | Італія               | товариський матч      | -    | 66'                              |
| 30-5-2014  | Севілья                | Іспанія              | 2 – 0                   | Болівія              | товариський матч      | 1    | 46'                              |
| 7-6-2014   | Лендовер               | Сальвадор            | 0 – 2                   | Іспанія              | товариський матч      | -    | 46'                              |
| 13-6-2014  | Салвадор (Бразилія)    | Іспанія              | 1 – 5                   | Нідерланди           | ЧС 2014 - 1-й етап    | -    |                                  |
| 18-6-2014  | Ріо-де-Жанейро         | Іспанія              | 0 – 2                   | Чилі                 | ЧС 2014 - 1-й етап    | -    |                                  |
| 23-6-2014  | Куритиба               | Австралія            | 0 – 3                   | Іспанія              | ЧС 2014 - 1-й етап    | -    |                                  |
| 9-10-2014  | Жиліна                 | Словаччина           | 2 – 1                   | Іспанія              | Відбір до ЧЄ 2016     | -    |                                  |
| 12-10-2014 | Люксембург             | Люксембург           | 0 – 4                   | Іспанія              | Відбір до ЧЄ 2016     | -    | 70'                              |
| 27-3-2015  | Севілья                | Іспанія              | 1 – 0                   | Україна              | Відбір до ЧЄ 2016     | -    | 74'                              |
| 31-3-2015  | Амстердам              | Нідерланди           | 2 – 0                   | Іспанія              | товариський матч      | -    | 76'                              |
| 5-9-2015   | Ов'єдо                 | Іспанія              | 2 – 0                   | Словаччина           | Відбір до ЧЄ 2016     | 1    | 85'                              |
| 8-9-2015   | Скоп'є                 | Північна Македонія   | 0 – 1                   | Іспанія              | Відбір до ЧЄ 2016     | -    | 78'                              |
| 13-11-2015 | Аліканте               | Іспанія              | 2 – 0                   | Англія               | товариський матч      | -    | 46'                              |
| 1-6-2016   | Вальс-Зіценгайм        | Іспанія              | 6 – 1                   | Південна Корея       | товариський матч      | -    | 46'                              |
| 7-6-2016   | Хетафе                 | Іспанія              | 0 – 1                   | Грузія               | товариський матч      | -    | 46'                              |
| 13-6-2016  | Тулуза                 | Іспанія              | 1 – 0                   | Чехія                | ЧЄ 2016 - 1-й етап    | -    |                                  |
| 17-6-2016  | Ніцца                  | Іспанія              | 3 – 0                   | Туреччина            | ЧЄ 2016 - 1-й етап    | -    |                                  |
| 21-6-2016  | Бордо                  | Хорватія             | 2 – 1                   | Іспанія              | ЧЄ 2016 - 1-й етап    | -    |                                  |
| 27-6-2016  | Сен-Дені               | Італія               | 2 – 0                   | Іспанія              | ЧЄ 2016 - 1/8 фіналу  | -    |                                  |
| 6-10-2016  | Турин                  | Італія               | 1 – 1                   | Іспанія              | Відбір до ЧС 2018     | -    |                                  |
| 9-10-2016  | Шкодер (місто)         | Албанія              | 0 – 2                   | Іспанія              | Відбір до ЧС 2018     | -    | 78'                              |
| 24-3-2017  | Хіхон                  | Іспанія              | 4 – 1                   | Ізраїль              | Відбір до ЧС 2018     | -    | 70'                              |
| 28-3-2017  | Сен-Дені               | Франція              | 0 – 2                   | Іспанія              | товариський матч      | -    | 52'                              |
| 7-6-2017   | Мурсія                 | Іспанія              | 2 – 2                   | Колумбія             | товариський матч      | -    | 46'                              |
| 11-6-2017  | Скоп'є                 | Північна Македонія   | 1 – 2                   | Іспанія              | Відбір до ЧС 2018     | -    | 90+2'                            |
| 2-9-2017   | Мадрид                 | Іспанія              | 3 – 0                   | Італія               | Відбір до ЧС 2018     | -    | 72'                              |
| 5-9-2017   | Вадуц                  | Ліхтенштейн          | 0 – 8                   | Іспанія              | Відбір до ЧС 2018     | -    |                                  |
| 11-11-2017 | Малага                 | Іспанія              | 5 – 0                   | Коста-Рика           | товариський матч      | 1    | 74'                              |
| 14-11-2017 | Санкт-Петербург        | Росія                | 3 – 3                   | Іспанія              | товариський матч      | -    | 46'                              |
| 23-3-2018  | Дюссельдорф            | Німеччина            | 1 – 1                   | Іспанія              | товариський матч      | -    | 46'                              |
| 27-3-2018  | Мадрид                 | Іспанія              | 6 – 1                   | Аргентина            | товариський матч      | -    | 56'                              |
| Усього     |                        | Матчів (5 місце)     | 125                     |                      | Голів                 | 13   |                                  |

## Досягнення
Збірна Іспанії (3 титули):
- Чемпіон світу: 2010
- Чемпіон Європи: 2008, 2012

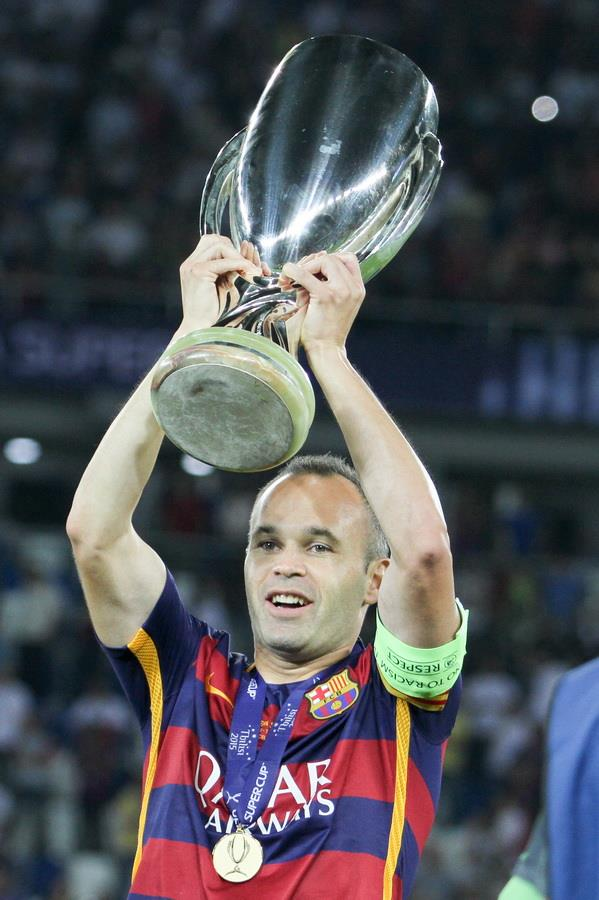
З Суперкубком УЄФА 2015 року.

- Потрапив в символічні збірні Чемпіонатів Європи з футболу 2008, 2012 рр., чемпіонату Світу з футболу 2010 року
- Найкращий гравець Чемпіонату Європи з футболу 2012
- Чемпіон Європи (U-16): 2001
- Чемпіон Європи (U-19): 2002
- 2 місце в голосуванні за «Золотий м'яч» (2010)
- 3 місце в голосуванні за «Золотий м'яч» (2012)

Барселона (32 титули):
- Переможець Ліги чемпіонів (4): 2005/2006, 2008/2009, 2010/2011, 2014/2015
- Володар Суперкубка УЄФА (3): 2008/2009, 2010/2011, 2014/2015
- Переможець Клубного чемпіонату світу з футболу (3): 2009, 2011, 2015
- Чемпіон Іспанії (9): 2004/2005, 2005/2006, 2008/09, 2009/10, 2010/11, 2012/13, 2014/15, 2015/16, 2017/18
- Володар кубка Іспанії (6): 2008/2009, 2011/2012, 2014/15, 2015/16, 2016/17, 2017-18
- Володар Суперкубка Іспанії (7): 2005, 2006, 2009, 2010, 2011, 2013, 2016

Віссел Кобе (2 титули):
- Володар Кубка Імператора (1): 2019
- Володар Суперкубка Японії (1): 2020

## Особисті
- Найкращий футболіст року в Європі: 2011-12
- Найкращий асистент чемпіонату Іспанії: 2012-13 (16 передач)
- Найкращий гравець фінального матчу Ліги чемпіонів УЄФА 2014/2015